# Новоселье (Удомельский район)
Новоселье — опустевшая деревня в Удомельском городском округе Тверской области.

## География
Деревня находится в северной части Тверской области на расстоянии приблизительно 33 км на север по прямой от железнодорожного вокзала города Удомля.

## История
Деревня известна с 1911 года, когда в ней было 8 дворов. В советский период истории здесь действовали колхозы «Свободный Труд», им. Сталина и «Прогресс». Хозяйств было 19 (1958), 1 (1999). До 2015 года входила в состав Котлованского сельского поселения до упразднения последнего. С 2015 года в составе Удомельского городского округа. Ныне опустела.

## Население
Численность населения: 40 человек (1958 год), 3 (1999), 0 как в 2002 году, так и в 2010.